# Бурундай
Бурундай — великий эмир (эке-нойон) Улуса Джучи середины XIII века, один из руководителей западного похода монголов в 1236−1242 годах, упоминается в Галицко-Волынской летописи.

## Вопрос идентификации
Транскрипция имени великого эмира Улуса Джучи Бурундая не однозначна.
В современной российской историографии упоминаются написания «Бурундай», «Бурулдай», в работах середины XX века встречается «Буранда», а историк-медиевист конца XIX века А. В. Экземплярский также отмечает использование в русских летописях имен «Бурондай» и «Брандай».
В погодных записях русских летописях 1237—1238 годов, времени монгольского вторжения во Владимиро-Суздальское княжество, есть упоминание полководца Бурундая. В погодной же записи 1258 года есть упоминание, что на кочевья эмира Куремсы встает некий Бурундай. Их как одно историческое лицо впервые идентифицировал в 1840 году австрийский историк-ориенталист Й. Хаммер-Пургшталь.
Личное имя Боролдай происходит от монгольского слова боро — «серый» и в средние века было широко распространено у монголов, а в XIII веке с таким именем существовало несколько известных исторических лиц. В восточных источниках есть упоминания нескольких нойонов и эмиров с похожими именами, деятельность которых приходится на период 1230—1260-х годов.
В персидских источниках, а именно в историческом произведении начала XIV века Джами ат-таварих ученого-энциклопедиста государства Хулагуидов Рашид ад-Дина упоминаются несколько исторических лиц со схожими именами. Во-первых это Буралтай, племянник Богорчин-нойона, командовавший его туменом во время правления каана Угедея. Второй — это Бурулдай, который жил после правления Менгу-каана, то есть после 1259 года. В-третьих — это Бурунтай-нойон сын великого эмира Эбуген-нойона. Однозначной возможности отождествления Бурундая русских летописей и этих исторических лиц, действующих в одно время не существует, хотя Рашид ад-Дин отмечает участие в Западном походе 1235—1242 года Бурулдая. Современные историки-медиевисты Ю. В. Селезнёв и А. В. Майоров склонны отождествлять Бурундая русских летописей с Буралтаем, племянником Богорчин-нойона.
В китайской династийной истории «Юань ши» отмечается указ каана Угедея от 1236 года о пожаловании крестьянских дворов из всех округов Чжунъюапи (Срединной равнины, то есть Китая) различным князьям чингизидам и членам императорской ставки. В их числе упоминается Буралдай с выделением ему дворов в
округе Синчжоу. Р. П. Храпачевский отождествляет его с Буралтаем, племянником и преемником Богорчин-нойона Рашид ад-дина.
Также информация о происхождении эмира Бурундая содержится и в тюркоязычных источниках, написанных в государствах — преемниках Золотой Орды. Это историческое сочинение «Тарих-и Дост-султан», написанное в 1550-51 годах Утемиш-хаджи по поручению Иш-султана, младшего брата хивинского хана Дост-султана и произведение первой половины XVIII века «Умдет ал-ахбар» крымского муллы Абд аль-Гаффара Кырыми, написанное на османском турецком языке. На основе этих источников ряд историков медиевистов, как иностранных: М. Кафалы, Ю. Шамильоглу, так и российских И. А. Мустакимов, В. П. Костюков, И. В. Зайцев считают, что эмир Бурундай происходил из племени кият и был аталыком (наставником) Шибана, сына Джучи и брата Бату.

## Великий западный поход
Бурундай активный участник Великого западного похода 1236—1242 года и согласно Галицко-Волынской летописи вместе с Субэдэем участвовал в завоевании Волжской Булгарии. И Субэдэей, и Бурундай обладали титулом «бахатур», полученные ими за выдающиеся военные достижения

…бе воевода его первый Сябядяй богатур и Буранадай батыр, иже взя Болгарскую землю и Суздальскую

Под руководством Бурундая монгольские войска одержали важную победу весной 1238 года в битве на реке Сить над резервными войсками Владимиро-Суздальской Руси, во время которой был убит князь Юрий Всеволодович. Монголы одержали победу благодаря скрытности и быстроте маневра и беспечности русского князя

Юрьи же князь, оставив сын свой во Володимере и княгиню, изыде из града, и совокупляющу ему около себе вои и не имеющу сторожий, изъехан бысть безаконьным Бурондаема, весь город изогна и самого князя Юрья убиша

У Утемиш-хаджи тоже есть описание этого события, однако победный маневр он приписывает Шибану. По предположению Костюкова, Шибан в Западном походе воевал рядом и под присмотром Бурундая, своего аталыка, воспитателя и наставника.
Осенью 1238 года Бурундай активно участвовал в завоевании Крыма. Абд аль-Гаффара Кырыми в «Умдет ал-ахбар» рассказывает как Бату послал Шибана и Бурундая с тридцатью тысячами воинов взять очень сильную крепость Мангуп в Крыму. После безрезультатной месячной осады, она была взята штурмом с помощью военной хитрости небольшим отрядом «храбрых и смелых молодых людей» под руководством Бурундая. После завоевания Крыма, по предположению Костюкова Шибан и Бурулдай были отправлены на Северный Кавказ в поход на Дербент.
Бурундай был одним из участников штурма Киева в конце 1240 года и похода на Галицко-Волынскую Русь.

## Поход в Венгрию (1241-1242)
В источниках нет прямых упоминаний участия Бурундая в походе в Венгрию 1241—1242 годов, однако по мнению В. Т. Пашуто, Ю. В. Селезнёва и В. П. Костюкова Бурундай в нем участвовал. Более того Селезнев считает, что Бурундай осуществлял общее руководство действиями монгольских войск в стратегически важной битве на реке Шайо.
Такое мнение историков базируется на «Джами ат-таварих» Рашид ад-Дина, где он говорит о битве, которая произошла в начале западного похода, во время завоевания Волжской Булгарии. У Рашид ад-Дина после фразы «Бату с Шейбаном, Буралдаем и войском выступил в поход против буларов и башгирдов и в короткое время, без больших усилий, захватил их» следует, что несмотря на численный перевес войск буларов Шибан и Бурулдай ночью с десятитысячным авангардом переправились через реку и вступили в бой. Монголы смогли свалить шатер «келара», царя буларов. Войско противника пало духом и обратилось в бегство.
Современные историки-медиевисты считают, что у Рашид ад-Дина нарушена последовательность событий и это описание битвы в Венгрии в 1241 году.
Этот рассказ Рашид ад-Дином почти целиком заимствовал у Джувейни. У Джувейни же происходит завоевание земли «келаров и башгирдов», исповедующих христианство, земли которых граничат с землями франков после того «когда русы, кифчаки и аланы были уничтожены».
Венгерский лингвист и историк А. Рона-Таш подтверждает, что Джувейни при описании монгольского вторжения в Венгрию использовал для местного населения этнические наименования «башгирд» и «келар», но не использовал наименование «мадьяр». По мнению российского историка-этнолога И. В. Антонова Рашид ад-Дин при описании монгольского вторжения в Венгрию и Польшу, выступая как компилятор, опирался не только на сочинение Джувейни, но и на второй неизвестный источник, что и привело к использованию им разных этнонимов для обозначения населения Венгрии. Более того, по мнению И. В. Антонова в произведениях средневековых персидско-арабских авторов произошло смешение башкир и венгров из-за неполной осведомленности авторов о народах Восточной Европы. У Рашид ад-Дина в одних случаях под «башгирдами» понимаются сами башкиры, в других венгры, но чаще в представлении автора они сливаются в единое целое.
В произведениях более поздних персидских авторов, таких как «Тарих-и Вассаф» Шихаб ад-Дина Абдаллах ибн Фазлаллаха, «Зафар-наме» Шереф ад-Дин Али Йезди и «Тарих-и арба улус» Мирзы Улугбека рассказ о походе монголов на Венгрию и сражении Бату с венгерским королем аналогичен рассказу Джувейни. Противниками монголов являются венгры, называемый башгирдами и келарами от названия их царя "келара"(короля). Рашид ад-Дин же поменял название "келары" на "булары", что созвучно с булгарами, которые жили рядом с восточными (уральскими) мадьярами и башкирами

## Походы на Литву и Польшу
В 1251 году во время борьбы за власть в Монгольской империи Бурундай во главе 100-тысячного войска был отправлен Батыем под Отрар на помощь Мунке против потомков Чагатая.

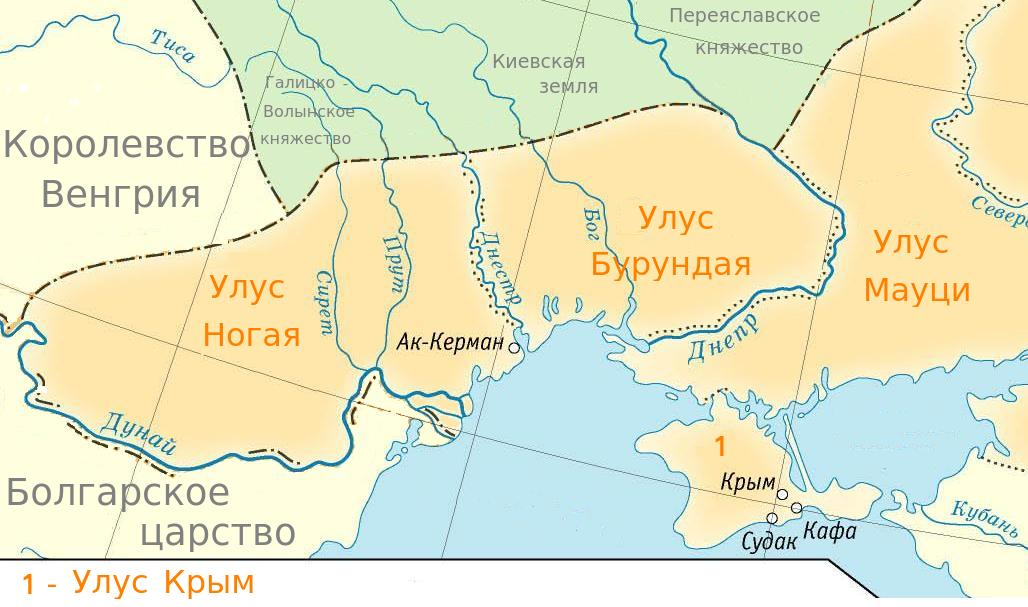
Улус Ногая, Улус Бурундая и Улус Крым

В 1240-х — 1250-х годах на правобережье Днепра располагались кочевья Куремсы, названного Плано Карпини в числе четырёх ключевых фигур в Улусе Джучи.  В 1256/1257 Куремсу сменил Бурундай. В 1258 году под руководством Бурундая ордынцы совершили поход на Литву. Бурундай потребовал от южнорусских князей, как подчиненных Орде, присоединится к военной акции. Даниил Романович Галицкий уклонился от участия в походе. Войска возглавил его брат Василько Романович Владимиро-Волынский. Русско-татарские войска разорили «... землю Литовьскую и Нальшаньску» и Ятвяжскую.
В следующем, 1259 году, когда братья Романовичи справляли во Владимире свадьбу дочери Василька Ольги, от Бурундая явился посол со словами:

Оже есте мои мирници, стретит мя; а кто не сретит мене, тый ратный мне

Даниил отправил к Бурундаю брата Василька, своего старшего сына Льва и холмского епископа Иоанна с дарами. Василько и Лев выполнили требование Бурундая уничтожить оборонительные укрепления городов Данилов, Стожек, Кременец, Луцк и Львов. Затем, в сопровождении Василька, Бурундай пошёл к Владимиру и потребовал разметать крепость, остановившись на ночлег близ реки Житани. После выполнения Васильком и этого требования Бурундай, пропировав несколько дней на его дворе, двинулся к Холму, из которого Даниил уехал в Венгрию. На словах склоняя по требованию Бурундая горожан к сдаче, Василько, по сведениям летописи, зна́ком дал им понять, чтобы они оборонялись. Ордынцы через несколько дней отступили от Холма и вторглись в Польшу, захватив Люблин. Бурундай через Василько и Льва пообещал жителям Сандомира безопасность в случае прекращения сопротивления, но не сдержал данного слова: ордынцы резали и топили народ в Висле.
Результатом упомянутых двух походов Бурундая на Литву и Польшу обычно считается установление (либо неудачная попытка Романовичей сбросить) монголо-татарского ига в Галицко-Волынском княжестве. Впоследствии в русских летописях Бурундай не упоминается.

## Образ в искусстве
Бурундай является одним из второстепенных персонажей оперы Николая Андреевича Римского-Корсакова «Сказание о невидимом граде Китеже и деве Февронии».
Выступает одним из персонажей повести Ивана Франко «Захар Беркут. Образ общественной жизни Карпатской Руси в XIII веке»; Борислав Брондуков воплотил образ Бурундая в фильме 1971 года «Захар Беркут», экранизации указанной повести.